# Lista portów lotniczych w Bahrajnie
Lista portów lotniczych w Bahrajnie, ułożonych alfabetycznie.
| Położenie         | ICAO | IATA | NAZWA LOTNISKA          |
| Lotniska Cywilne  |      |      |                         |
| Manama            | OBBI | BAH  | Port lotniczy Bahrajn   |
| Lotniska Wojskowe |      |      |                         |
| Sitra             | OBBS |      | Port lotniczy Szejk Isa |